# Selma, Texas
Selma là một thành phố thuộc quận Bexar, tiểu bang Texas, Hoa Kỳ. Năm 2010, dân số của xã này là 5540 người.

## Dân số
- Dân số năm 2000: 788 người.
- Dân số năm 2010: 5540 người.